# Forgetting Sarah Marshall
Forgetting Sarah Marshall (titulada Paso de ti en España, ¿Cómo sobrevivir a mi ex?Olvidando A Sarah Marshall en Hispanoamérica, ¿Cómo sobrevivir a mi novia? en Argentina y Cómo sobrevivir a mi ex olvidando Sarah Marshall en Venezuela) es una película estadounidense de comedia romántica de 2008 dirigida por Nicholas Stoller, escrita por Jason Segel, producida por Judd Apatow y protagonizada por Segel, Kristen Bell, Mila Kunis y Russell Brand.

## Argumento
Peter Bretter (Jason Segel) es un músico que está en una relación de 5 años con la actriz Sarah Marshall (Kristen Bell), quien protagoniza un show de televisión similar a CSI. Un día, mientras Peter está completamente desnudo en su apartamento, Sarah anuncia que va a romper con él. Devastado, e incapaz de librarse de su dolor acostándose con otras mujeres, Peter, en contra de los deseos de su hermanastro Brian, (Bill Hader) viaja a Hawái y se hospeda en el Turtle Bay resort. Sin embargo, las vacaciones son arruinadas cuando descubre que Sarah y su nuevo novio, Aldous Snow (Russell Brand), un famoso cantante de pop y roquero inglés, también son huéspedes en el mismo hotel. Sintiendo lástima por él, Rachel (Mila Kunis), la conserje del hotel, le ofrece una costosa suite gratis a cambio de que él mismo limpie la habitación.
Peter empieza a pasar tiempo con Rachel y comienza tener sentimientos hacia ella. Mientras tanto, la relación entre Sarah y Aldous comienza a debilitarse. Parte de la discordia es provocada por la noticia de que el show de televisión de Sarah ha sido cancelado y que Aldous está a punto de embarcarse en una gira mundial con su grupo, Infant Sorrow, por 18 meses. Más tarde, debido a que Dakota Fanning y su equipo reservan la suite para hospedarse, Peter se ve obligado a mudarse a la habitación al lado de la de Sarah y Aldous. Durante un día de surf y arena, Aldous y Peter se encuentran y empiezan a conversar. Accidentalmente, Aldous le informa a Peter que él y Sarah comenzaron a tener sexo un año antes de su rompimiento con Peter. Sintiéndose traicionado, Peter confronta a Sarah, quien le admite que empezó a sentirse emocionalmente desconectada de él y no pudo hacer nada para que su relación funcionara. Y para empeorar las cosas, Sarah siente celos de la relación entre Peter y Rachel, mientras Peter, al observar la relación de Sarah y Aldous, comienza a darse cuenta de que su relación con ella no fue tan genial como recordaba. 
Sarah, Aldous, Peter y Rachel luego comparten una incómoda cena juntos. Luego de la cena, Peter lleva a Rachel de vuelta a su habitación de hotel y comienzan a tener sexo. Sarah los escucha a través de la pared e inicia el sexo con Aldous, gimiendo en voz alta para beneficio de la pareja de al lado, y Rachel y Peter convierten la situación en una competencia y se vuelven aún más altos. Cuando Aldous se da cuenta de que Sarah está haciendo una actuación para provocar una reacción de Peter, él la empuja y le dice que el viaje fue un error, ya que claramente todavía sigue enamorada de Peter. Ellos tienen una acalorada discusión, haciendo que Aldous anuncie que su relación ha terminado y que la engañó con un ama de llaves. Al día siguiente, Peter encuentra a Aldous, y descubre que él y Sarah han terminado y que volará de regreso a Inglaterra solo. Él y Peter se despiden en buenos términos. Peter va a la habitación de Sarah para consolarla, donde le admite que aún lo ama y trata de reiniciar su romance. Los dos comienzan a hacer actividad sexual, pero Peter lo interrumpe abruptamente ya que es más feliz con Rachel y fue Sarah quien le rompió el corazón primero. Peter inmediatamente va con Rachel a confesarle lo que pasó, pero se siente lastimada por esto y le exige que se vaya y nunca la vuelva a contactar. Antes de marcharse, Peter quita una foto de Rachel mostrando los senos en un bar local y se la devuelve, a pesar de ser golpeado por el propietario.
Él vuela de regreso a Los Ángeles y después de un período de tristeza y autodesprecio, comienza a trabajar en su comedia de rock y ópera de Drácula como marioneta, A Taste for Love. Le envía una invitación a Rachel para la noche de apertura. Aunque al principio está muy dudosa, Rachel finalmente decide asistir. Después de la exitosa actuación, Rachel felicita a Peter y le dice que está buscando asistir a la universidad en el área. Ella se va para que Peter pueda disfrutar del éxito de su show, pero rápidamente regresa al camerino de Peter para decirle que lo extraña, encontrándolo desnudo, igual como cuando Sarah terminó con él. La película termina mientras se abrazan y se besan.
En una escena poscréditos se muestra un comercial de una nueva serie sobre una detective con poderes sobrenaturales, que puede leer la mente de los animales, llamada "Animal Instincts" protagonizada por Sarah, lo que indica que no pudo cumplir su sueño de ser estrella de cine y aún continúa trabajando en proyectos con malos guiones.

## Reparto
- Jason Segel como Peter Bretter
- Kristen Bell como Sarah Marshall
- Mila Kunis como Rachel Jansen
- Russell Brand como Aldous Snow
- Bill Hader como Brian Bretter
- Jack McBrayer como Darald Braden
- Maria Thaye como Wyoma Braden
- Jonah Hill como Matthew Van Der Wyk
- Liz Cackowski como Liz Bretter
- Paul Rudd como Chuck
- Jason Bateman como el detective de Animal Instincts Detective
- William Baldwin como él mismo
- Teila Tuli como Kimo
- Branscombe Richmond como Keoki
- Kristen Wiig como Prana

## Filmación
Forgetting Sarah Marshall se rodó entre el 24 de abril y el 15 de julio de 2007 en diversas localizaciones de Estados Unidos, entre las que cabe destacar Los Ángeles y los Universal Studios en el estado de California y Honolulu y La'ie Point en el estado de Hawái.

## Recepción crítica y comercial
Según Rotten Tomatoes la cinta obtuvo un 85 % de comentarios positivos llegando a la siguiente conclusión: "Con numerosas risas y con grandes interpretaciones de todos los protagonistas Forgetting Sarah Marshall encuentra la combinación perfecta entre la comedia romántica y la picante." En Metacritic obtuvo un puntaje de 67 sobre 100, basado en 37 comentarios de los cuales 29 son positivos. El crítico Matthew Turner escribió: "Disfrutable comedia romántica con un guion inteligente y buenas interpretaciones de todos sus protagonistas".
Recaudó 63 millones de dólares en Estados Unidos. Sumando las recaudaciones internacionales la cifra ascendió a 105 millones. Su presupuesto fue de 30 millones.

## DVD
Forgetting Sarah Marshall salió a la venta el 25 de noviembre de 2008 en España, en formato DVD. El disco contiene menús interactivos, acceso directo a escenas, subtítulos y audio en múltiples idiomas, escenas eliminadas, escenas ampliadas, tráiler de Red Band, comentarios del director, de los productores ejecutivos, productores, guionistas y algunos de los actores, así como vídeos musicales  de We've got to do Something, Dracula's Lament y A Taste of Love.